# Samoa Americana nos Jogos Olímpicos de Verão de 2020
A Samoa Americana competiu nos Jogos Olímpicos de Verão de 2020 em Tóquio. Originalmente programados para ocorrerem de 24 de julho a 9 de agosto de 2020, os Jogos foram adiados para 23 de julho a 8 de agosto de 2021, por causa da pandemia COVID-19. Será a nona participação consecutiva da nação nas Olimpíadas.

## Competidores
Abaixo está a lista do número de competidores nos Jogos.
| Esporte        | Masculino | Feminino | Total |
| -------------- | --------- | -------- | ----- |
| Atletismo      | 1         | 0        | 1     |
| Halterofilismo | 1         | 0        | 1     |
| Natação        | 1         | 1        | 2     |
| Vela           | 2         | 0        | 2     |
| Total          | 5         | 1        | 6     |

## Atletismo
A Samoa Americana recebeu uma vaga de Universalidade da IAAF para enviar um atleta às Olimpíadas.
- Nota– As posições para os eventos de pista são em relação à bateria do atleta
- Q = Qualificado para a próxima fase
- q = Qualificado para a próxima fase como o perdedor mais rápido ou, em eventos de campo, pela posição sem atingir o alvo para qualificação
- NR = Recorde nacional
- N/A = Fase não aplicável para o evento
- Bye = Atleta não precisou disputar aquela fase

Eventos de pista e estrada
| Atleta          | Evento          | Eliminatória | Eliminatória | Quartas-de-final | Quartas-de-final | Semifinal   | Semifinal   | Final       | Final       |
| Atleta          | Evento          | Resultado    | Posição      | Resultado        | Posição          | Resultado   | Posição     | Resultado   | Posição     |
| --------------- | --------------- | ------------ | ------------ | ---------------- | ---------------- | ----------- | ----------- | ----------- | ----------- |
| Nathan Crumpton | 100 m masculino | 11.27 PB     | 9ª           | Não avançou      | Não avançou      | Não avançou | Não avançou | Não avançou | Não avançou |

## Halterofilismo
A Samoa Americana recebeu uma vaga da Comissão Tripartite da International Weightlifting Federation.
| Atleta              | Evento            | Arranque  | Arranque | Arremesso | Arremesso | Total | Posição |
| Atleta              | Evento            | Resultado | Posição  | Resultado | Posição   | Total | Posição |
| ------------------- | ----------------- | --------- | -------- | --------- | --------- | ----- | ------- |
| Tanumafili Jungblut | -109 kg masculino | 150       | 14ª      | 180       | 13ª       | 330   | 13ª     |

## Natação
A Samoa Americana recebeu um convite de Universalidade da FINA para enviar os dois nadadores melhor ranqueados (um por gênero) em seus respectivos eventos individuais para as Olimpíadas, baseado no Sistema de Pontos da FINA de 28 de junho de 2021.
| Atleta         | Evento                | Eliminatórias | Eliminatórias | Semifinal   | Semifinal   | Final       | Final       |
| Atleta         | Evento                | Tempo         | Posição       | Tempo       | Posição     | Tempo       | Posição     |
| -------------- | --------------------- | ------------- | ------------- | ----------- | ----------- | ----------- | ----------- |
| Micah Masei    | 100 m peito masculino | 1:04.93       | 46ª           | Não avançou | Não avançou | Não avançou | Não avançou |
| Tilali Scanlan | 100 m peito feminino  | 1:10.01       | 32ª           | Não avançou | Não avançou | Não avançou | Não avançou |

## Vela
Velejadores da Samoa Americana qualificaram um barco em cada uma das seguintes classes através do Campeonato Mundial da respectiva classe e das regatas continentais, fazendo o retorno da nação ao esporte pela primeira vez desde Atlanta 1996.
| Atleta                    | Evento        | Regata | Regata | Regata | Regata | Regata | Regata | Regata | Regata | Regata | Regata | Regata | Pontos | Posição |
| Atleta                    | Evento        | 1      | 2      | 3      | 4      | 5      | 6      | 7      | 8      | 9      | 10     | M*     | Pontos | Posição |
| ------------------------- | ------------- | ------ | ------ | ------ | ------ | ------ | ------ | ------ | ------ | ------ | ------ | ------ | ------ | ------- |
| Adrian Hoesch Tyler Paige | 470 masculino | 18     | 19     | 18     | 17     | 17     | 16     | 19     | 18     | 18     | 18     | EL     | 159    | 18ª     |

M = Regata da medalha; EL = Eliminado – não avançou à regata da medalha